# Słobódka (sielsowiet Worniany)
Słobódka (biał. Слабодка, Słabodka; ros. Слободка, Słobodka) – wieś na Białorusi, w obwodzie grodzieńskim, w rejonie ostrowieckim, w sielsowiecie Worniany, przy drodze republikańskiej R45.

## Historia
W XIX i w początkach XX w. dwa zaścianki położone w Rosji, w guberni wileńskiej, w powiecie wileńskim, w gminie Worniany. Znajdował się tu kościół katolicki, w 1889 już nieistniejący.
Po I wojnie światowej pod administracją polską, w Zarządzie Cywilnym Ziem Wschodnich, w okręgu wileńskim, w powiecie wileńskim. W latach 1920–1922 w składzie Litwy Środkowej.
Od 11 kwietnia 1922 leżała w Polsce, w województwie wileńskim, w powiecie wileńsko-trockim, w gminie Worniany. W 1938 była to wieś i zaścianek.
Po II wojnie światowej w granicach Związku Sowieckiego. Od 1991 w niepodległej Białorusi.